# 슬로베니아 U-16 축구 국가대표팀
슬로베니아 U-16 축구 국가대표팀(슬로베니아어: Slovenska nogometna reprezentanca do 16 let)은 슬로베니아를 대표하는 16세 이하의 축구 국가대표팀으로, 슬로베니아의 축구 관리 기관인 슬로베니아 축구 협회의 관리를 받는다

## 역대 감독
| 감독        | 임기        |
| ----------- | ----------- |
| 알레시 체흐 | 2009 ~ 2010 |
| 알레시 체흐 | 2018        |